# Eric Foreman
Eric Foreman es un personaje de ficción encarnado por el actor y músico Omar Epps en la serie de televisión House M. D., emitida por Fox.

## Personaje
Foreman es un neurólogo que forma parte del equipo de trabajo en diagnósticos y tratamiento encabezado por el Dr. Gregory House en el ficticio Hospital Princeton-Plainsboro de Nueva Jersey. Su trabajo, junto con los doctores Cameron y Chase, consiste en ayudar a House a diagnosticar y tratar a los pacientes que se han asignado al departamento.
Nació en un barrio marginal. Su hermano está en la cárcel y su madre sufre de Alzheimer. House está constantemente incordiándole por su raza y por su pasado (estuvo en la cárcel por robar coches y casas). Sin embargo, a lo largo de la serie se puede apreciar que, House considera a Eric su empleado favorito, por defender siempre sus ideas y por 'hacer lo que es necesario'. 
Durante un tiempo también ocupa el puesto de House por los problemas legales de este último. Sin embargo, esto solo ocurrió teóricamente pues en la práctica House hacía su trabajo como si todo siguiese normalmente.
En la segunda temporada de la serie, Foreman estuvo a punto de morir por haberse contagiado de una mortal enfermedad que acabó con el paciente y que Foreman había adquirido indagando sobre la misma en el hogar del paciente. Foreman sobrevivió pero terminó con trastornos mentales transitorios ocasionados por una biopsia de materia blanca que debió ser realizada (de forma innecesaria porque House le había conseguido diagnosticar antes sin necesidad de dicha prueba) para su diagnóstico.
También mantiene una relación tensa o de amor/odio con la Dra. Allison Cameron por el robo de Foreman de un artículo médico y su publicación. La relación con el Dr. Robert Chase es también algo tensa; Foreman en algún capítulo lo juzga de que no le importa los pacientes, además de ser el perrito faldero de House. Chase, también confiesa que no quiere trabajar junto a Foreman. Al final de tercera temporada, Foreman dimite del servicio de diagnóstico, alegando que no quería convertirse en House. Aunque en la cuarta temporada, volvería a estar en el equipo de House, esta vez como supervisor de House.
Aunque Cuddy formalizó a Foreman para supervisar a House y a su equipo, esto solo fue en lo teórico, ya que el mismo equipo no ha acabado por respetarle.
En la Octava temporada tras la dimisión de la doctora Lisa Cuddy como jefa del Hospital Princenton-Plaisboro, Foreman toma su lugar y decide sacar a House de la cárcel, lugar donde House estaba cumpliendo condena por estrellar su automóvil en la casa de Cuddy al final de la séptima temporada
Como simple curiosidad, Foreman, junto a Chase, Taub, Cuddy, Trece, Kutner y Masters han sido los únicos (además de House, claro está) que han resuelto un diagnóstico.

## Personalidad
Foreman, tuvo una infancia dura, ya que vivía en un barrio marginal y casi todos acababan en la cárcel, sin estudios y sin trabajo. Él, se siente muy orgulloso de sí mismo por haber salido de ese mundo, llegando al punto de rechazar su pasado y rechazar a las personas que no aprovechan las oportunidades que la vida les da. 
En el capítulo de la tercera temporada, Adiestramiento, Foreman se reencuentra con su pasado, ya que los padres vienen a hacerle una visita, a quienes Foreman nunca va a verlos y trata a una paciente la cual no ha hecho nada de provecho en su vida, cosa que Foreman le recrimina. 
Sus instintos, le han llevado más de una vez a la contradicción; en el final de la tercera temporada, Foreman dimite, alegando que no quiere convertirse en House. Sin embargo, Foreman a lo largo de la serie da muestras que comparte la misma filosofía y la misma personalidad que House. Así, en la cuarta temporada, Foreman es despedido del hospital en el que trabajaba después de su dimisión, por actuar como House. 

## Vida amorosa
En la quinta temporada lo vemos interesado en Remi Hadley hasta que finalmente se besan. Su relación peligra cuando Foreman interviene en la investigación de un tratamiento médico para ayudar a Remi con su enfermedad. House se entera y los obliga a cortar o renunciar, por lo que decidieron actuar como si fuera una pelea. Poco después House se entera de la verdad pero parece importarle poco. En la sexta temporada cuando Foreman queda a cargo del grupo (House esta en rehabilitación), este despide a Remi ya que piensa que de esta forma está protegiendo su relación con Remi, sin embargo ésta termina con él. En esta misma temporada, su relación es de amigos, cuando House convence a Remi de volver al equipo.